# Бугров Микола Васильович
Микола Васильович Бугров (рос. Николай Васильевич Бугров, 1917—1944) — радянський військовик, гвардії майор. Загинув у Львові під час німецько-радянської війни. Його ім'я носила одна з вулиць міста в 1958—1992 роках.
Похований на пагорбі Слави у Львові.
Служив у 249 гвардійському винищувально-протитанковому артилерійському полку.